# Umbauung des Berliner Fernsehturms
Koordinaten: 52° 31′ 14,4″ N, 13° 24′ 32,3″ O

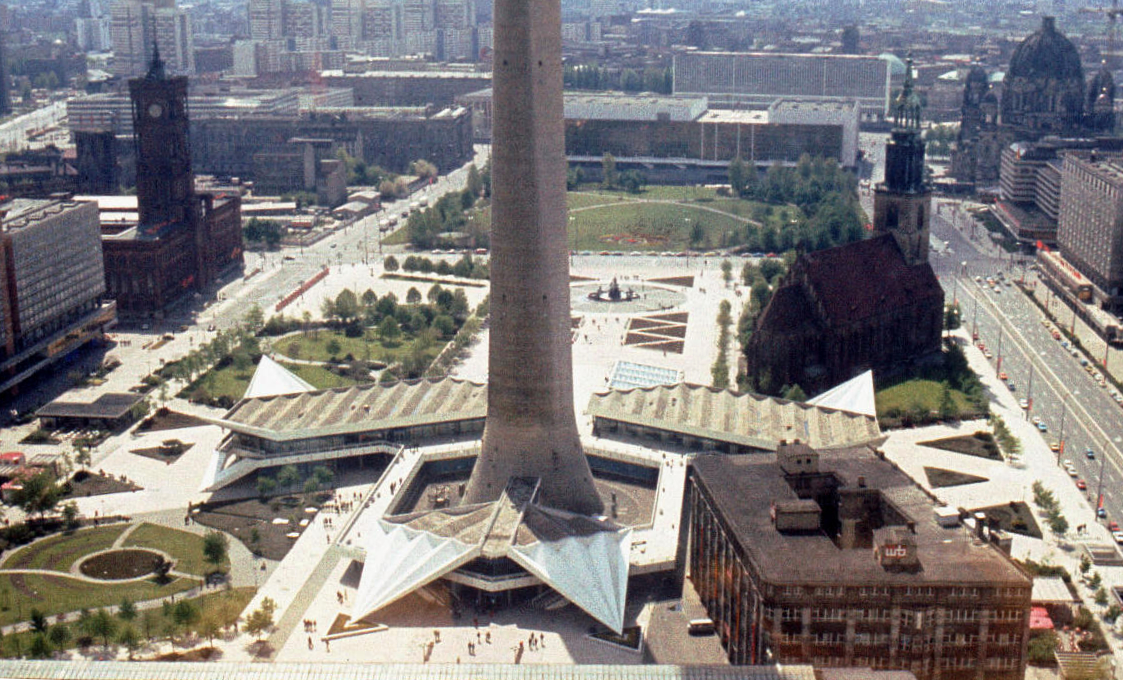
Die Umbauung des Berliner Fernsehturms (aufgenommen vom Hotel Stadt Berlin, 1980)

Die Umbauung des Berliner Fernsehturms (häufig auch „Fußumbauung“ genannt) ist ein Ensemble zweigeschossiger Bauten, das den Fuß des Sendeturmes umgibt. Sie besteht aus dem Eingangspavillon des Turmes, zwei Flügelbauten, die für kulturelle und gastronomische Zwecke genutzt werden, sowie einer Flanierebene, die alle Gebäudeteile miteinander verbindet. Das Stahlbeton-Faltwerk des Daches mit seinen weit auskragenden, schwebenden Spitzen verleiht dem Bauwerk seine markante Wirkung. Das Gebäude entstand zwischen 1968 und 1972 nach Entwürfen des Architekten Walter Herzog und den baukonstruktiven Planungen von Rolf Heider.

## Baugeschichte
Die Entscheidung, den Fernsehturm am Alexanderplatz zu errichten, wurde 1964 getroffen. Der Turm sollte als Wahrzeichen der DDR in die sozialistische Umgestaltung des Ost-Berliner Stadtzentrums integriert und das in Richtung Spree gelegene, im Zweiten Weltkrieg weitgehend zerstörte Marienviertel, als Freifläche neu gestaltet werden. Erste Pläne aus dem Jahr 1964 sahen eine ringförmige Umbauung des Turmfußes vor (Architekt: Horst Bauer). Im Herbst 1967 wurde die von Heinz Aust geleitete Architekturabteilung des VEB BMK Ingenieurhochbau Berlin mit der Planung einer alternativen Variante beauftragt, die schließlich zur Ausführung kam. Anlässlich des 20. Jahrestages der DDR konnte das Eingangsgebäude am 7. Oktober 1969 eröffnet werden. Im Jahr 1972 folgte die Fertigstellung des Gebäudekomplexes.

## Städtebauliches Konzept

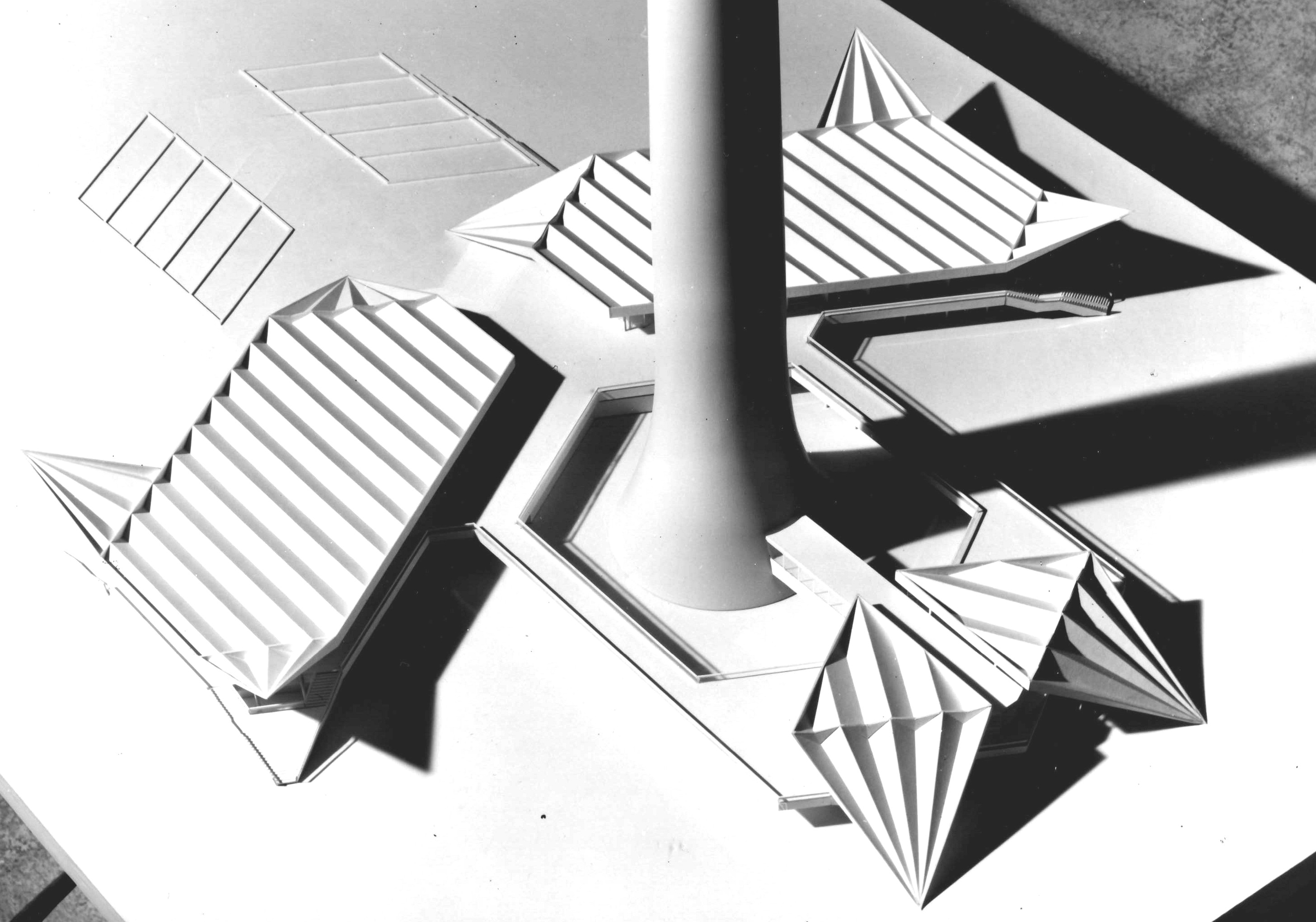
Architekturmodell des Entwurfs

Die zentrale Aufgabe des architektonischen Entwurfes bestand darin, zwischen den Ausmaßen des mächtigen Beton-Turmschafts und den Dimensionen der städtischen Bebauung zu vermitteln. Zugleich sollte die Ost-West-Achse zwischen dem Alexanderplatz und dem Palast der Republik akzentuiert werden. Die zunächst vorgesehene ringförmige Umbauung konnte diese Anforderungen aufgrund ihrer Richtungslosigkeit nicht erfüllen. Der Entwurf Walter Herzogs ist hingegen axialsymmetrisch orientiert. Die Ausrichtung des Eingangspavillons, der unweit des Bahnhofs Alexanderplatz in den Turm hineinführt, wird auf der gegenüberliegenden, südöstlichen Seite des Turmes aufgenommen und in die Freiflächengestaltung im Park am Fernsehturm überführt. Eine Freitreppe und Wasserkaskaden stellen einen fließenden Übergang zwischen der weitläufigen, in Richtung Spree gelegenen Freifläche und dem Fuß des Turmes her. Durch zwei langgezogene Flügelbauten schließt die Umbauung zudem den Längsraum zwischen Rathausstraße und Karl-Liebknecht-Straße. Um die nahegelegene Marienkirche in ihrer Wirkung nicht zu beeinträchtigen, sind diese Flügelbauten um 120 Grad in Richtung des Turmes abgewinkelt. Die städtebaulich bedingte Winkelstellung der Flügelbauten hat die Planer im Entwurfsprozess zur Arbeit mit einem hexagonalen Raster geleitet.

## Baubeschreibung

### Fassade

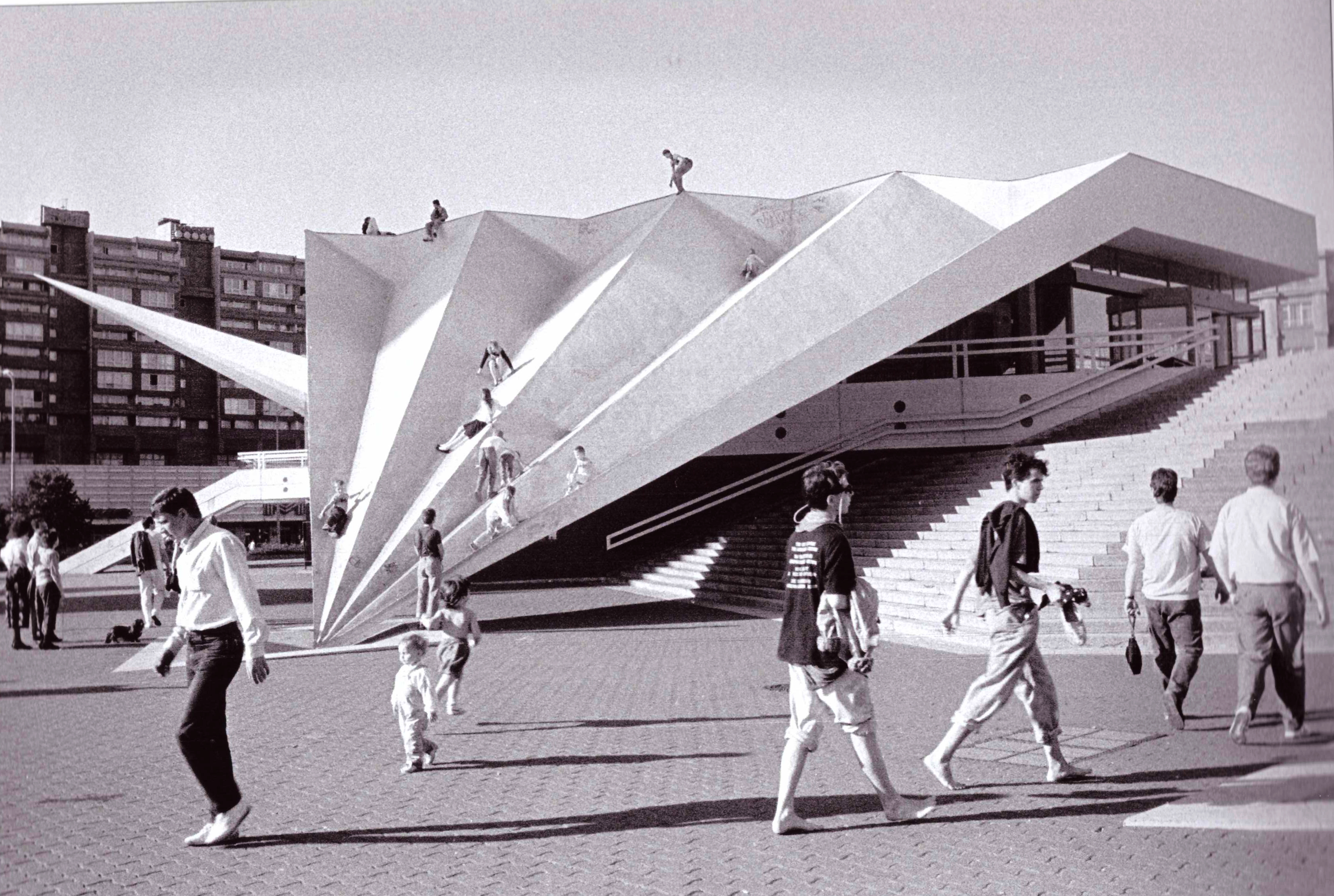
Kragdächer und Freitreppe

Die horizontale Fassadengliederung stellt die gestalterische Einheit der verschiedenen Baukörper her. Breite Aufkantungen des Daches und der Geschossdecken akzentuieren die Fensterbänder der zweigeschossigen Gebäude und werden in der breiten Brüstung der Flanierebene fortgesetzt. Fassade, Dach und Stützen des skulpturalen Baukörpers haben eine weiße Farbgebung, Fensterprofile und Geländer sind hingegen blau abgesetzt. Kreisrunde, rote Scheiben, die an Morsezeichen erinnern, gliedern in regelmäßigem Abstand die Brüstung des Obergeschosses.

### Dachkonstruktion

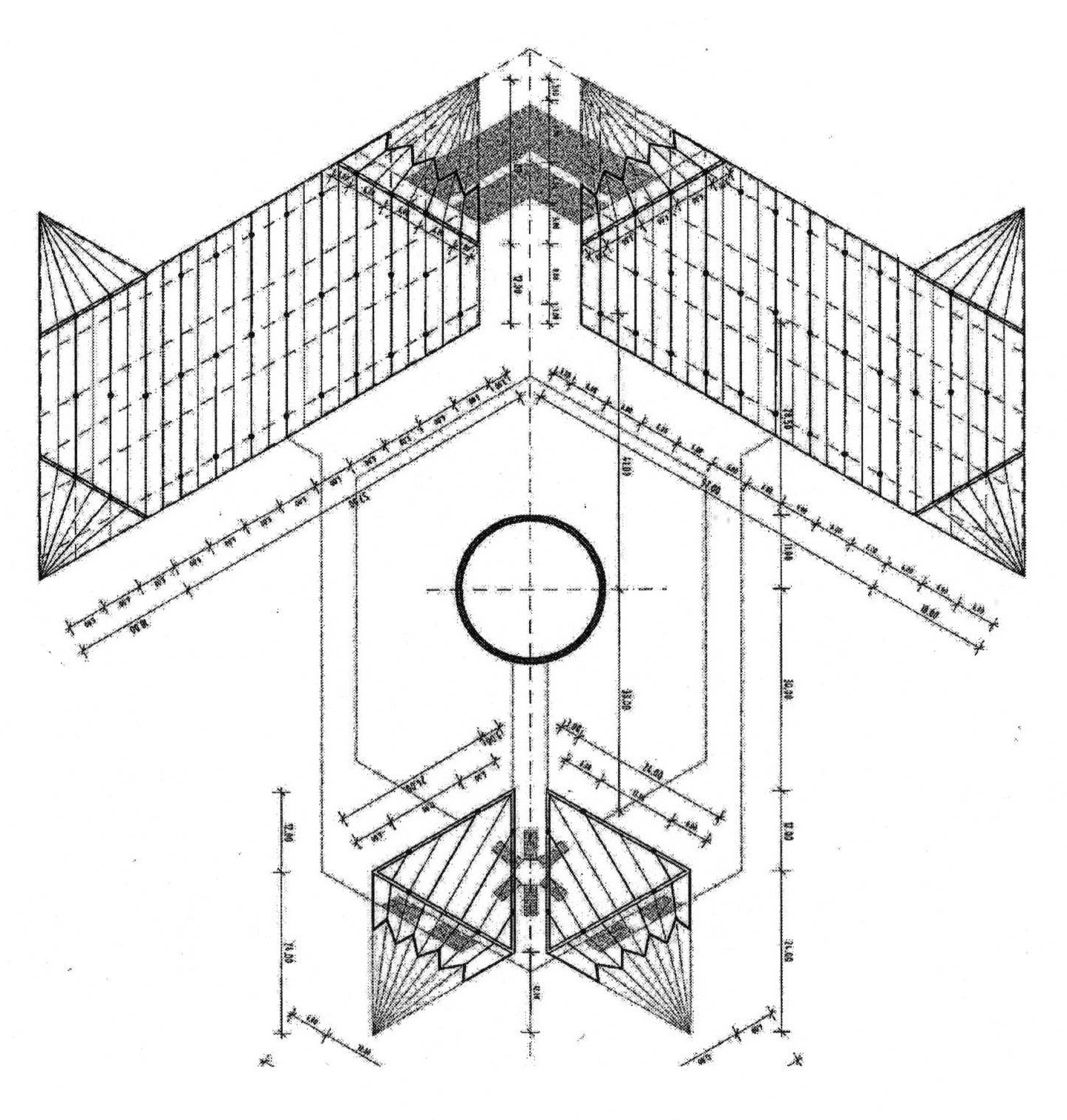
Dachkonstruktion (Zickzack-Faltwerk)

Der Tragwerksplaner Rolf Heider entwarf die Dachkonstruktion als räumliches Flächentragwerk. Weit auskragende Dachbereiche konnten durch die statische Wirkung eines Zickzack-Faltwerk-Kontinuums realisiert werden. Dabei geht die parallele Faltung der horizontalen Dachbereiche in eine radiale Faltung der auf- und abschwingenden, dreiecksförmigen Kragdächer über. An den Außenseiten der Flügelbauten ragen die Kragdächer steil nach oben. Beiderseits der Freitreppe und des Turm-Eingangs neigen sich die Kragdächer nach unten und schweben wenige Zentimeter über dem Terrain. Diese Dachform bereichert mit ihrer besonderen Plastizität wesentlich die architektonische Gestalt des Gebäudekomplexes.

### Eingangspavillon

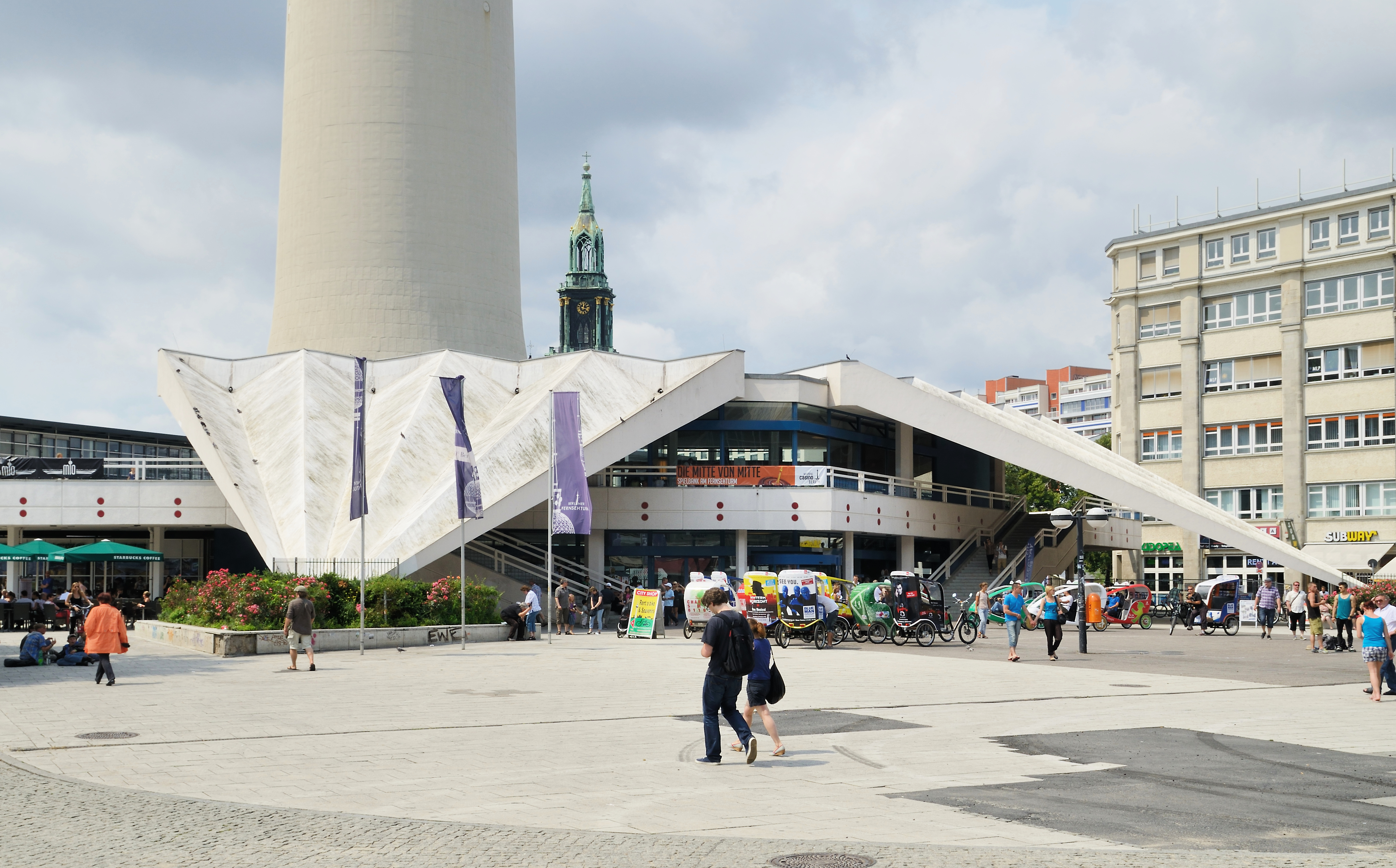
Eingangspavillon

Der Eingangspavillon des Turmes befindet sich gegenüber dem Bahnhof Alexanderplatz und hat den Grundriss eines Parallelogramms. Über eine sechsläufige Treppenanlage in der Mitte des Pavillons gelangen die Besucher zum Obergeschoss. Dort überqueren sie eine verglaste Stahlbrücke, um zu den im Turm befindlichen Aufzügen zu gelangen. Überdacht ist der Eingangspavillon mit zwei dreieckigen Flachdächern mit radialer Faltung, die zu beiden Seiten der Stahlbrücke angeordnet sind und als nach unten auskragende, wenige Zentimeter über dem Erdboden schwebende Dächer zu beiden Seiten des Eingangs weitergeführt werden.

### Flanierebene
Unter den Kragdächern führen Treppen auf eine Flanierebene, die den Turm auf Höhe des Obergeschosses in Form eines Sechsecks umschließt. Sie verbindet das Eingangsgebäude mit zwei in Richtung Spree gelegenen Flügelbauten. Zwischen den Flügelbauten führt eine breite, spitz zulaufende Freitreppe hinab zum Park am Fernsehturm. Ursprünglich sollte die Flanierebene auch an den äußeren Enden der Flügelbauten begehbar sein. Diese Treppen wurden jedoch bereits in der Ausführung des Baus durch v-förmige Stützrampen ersetzt. Ohne den Turm selbst zu besuchen, können die Besucher das Bauwerk umlaufen, wobei sich vielfältige Ausblicke auf den Stadtraum eröffnen.

### Flügelbauten

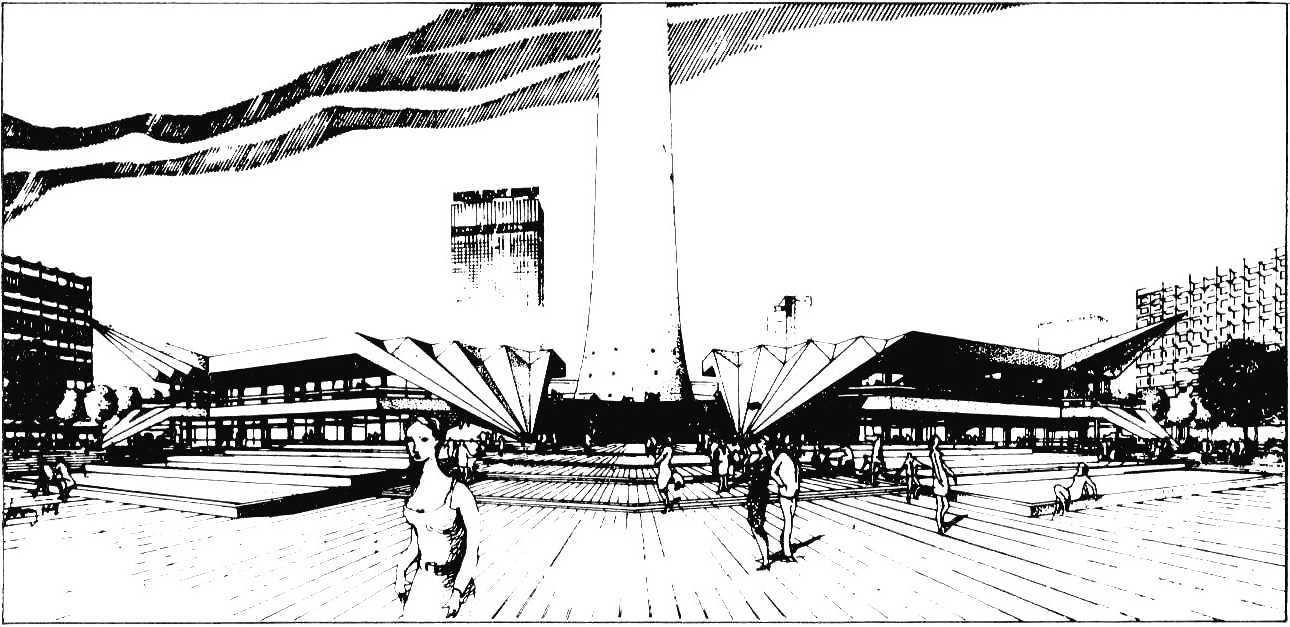
Die Flügelbauten (Entwurfszeichnung)

Symmetrisch wird die Freitreppe zum Park am Fernsehturm von zwei langgezogenen Flügelbauten mit sechseckigem Grundriss gesäumt. Die Inszenierung des Turmsockels durch die Freitreppe und die rahmenden Flügelbauten ist heute durch ein nachträglich hinzugefügtes Stahl-Glas-Gebäude verstellt. In der DDR-Ära waren die Flügelbauten ein zentraler Ort des hauptstädtischen Freizeitlebens. Im Nordflügel befand sich auf zwei Geschossen das Ausstellungszentrum am Fernsehturm, in dem über den Verband Bildender Künstler der DDR eine Vielzahl zum Teil hochrangiger Kunstausstellungen stattfand, u. a. die INTERGRAFIK, sowie eine in Richtung Turm gelegene Espresso-Bar. Der Südflügel beherbergte ein Restaurant, das Tanz-Café sowie ein kleines Kino. In der Wendezeit wurde die Umbauung für mehrere Monate zu einem Ort des politischen Dialoges. Seit den 1990er Jahren erfuhren die Flügelbauten zahlreiche Umbauten und Umnutzungen – unter anderem als Spielcasino, Fitnessstudio und Funkhaus.

### Freiraumgestaltung

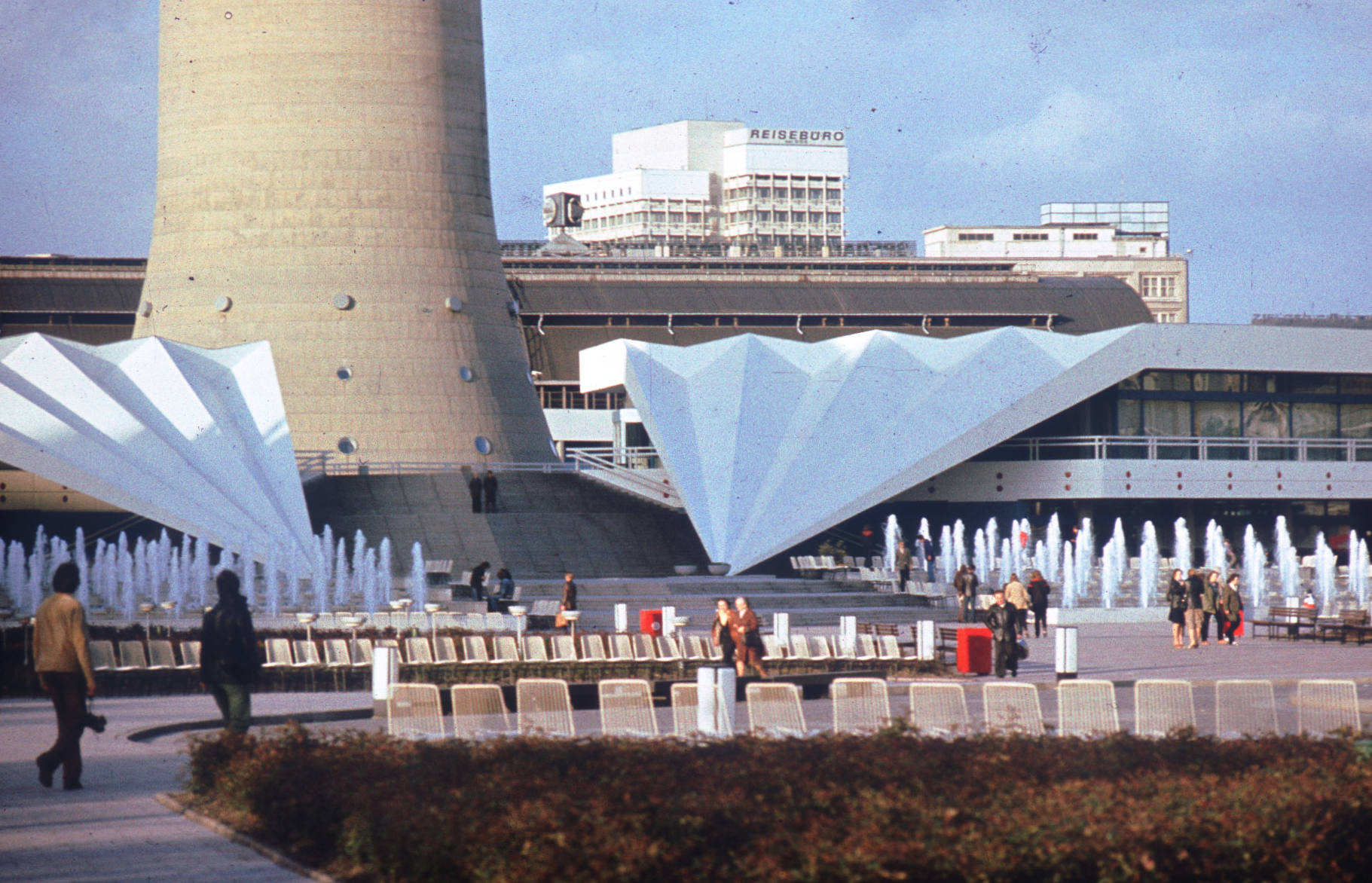
Freitreppe und Wasserkaskaden

Im Park am Fernsehturm wird das gestalterische Konzept der Umbauung als gartenarchitektonische Komposition fortgesetzt. Die von Walter Herzog entworfenen Wasserkaskaden flankieren die auf den Neptunbrunnen zulaufende Achse. Die axial orientierte und streng geometrisch angeordnete Bepflanzung erinnert an barocke Gartenarchitekturen.

### Hexagonales Raster
Die Architektur der Umbauung basiert auf dem Ordnungssystem eines hexagonalen Rasters. In die Grundfläche des regelmäßigen Sechsecks lassen sich durch Unterteilungen die Teilflächen des Dreiecks, des Trapezes und des Parallelogramms bilden. Diese geometrischen Variationen des Hexagons werden in der Umbauung auf vielfältige Weise angewendet und zur architektonischen Einheit zusammengeführt. Das Sechseck taucht in den Grundrissformen der Flanierebene, der sechsläufigen Treppe im Eingangspavillon aber auch in Stützenquerschnitten und den Elementen der Freiraumgestaltung auf. Das gleichseitige Dreieck war formgebend für die Auskragungen der Dächer und der V-förmigen Stützrampen. Nach dem Parallelogramm sind der Grundriss des Eingangspavillons, der Deckenfelder und der horizontalen Dachbereiche ausgebildet.

### Baukonstruktion

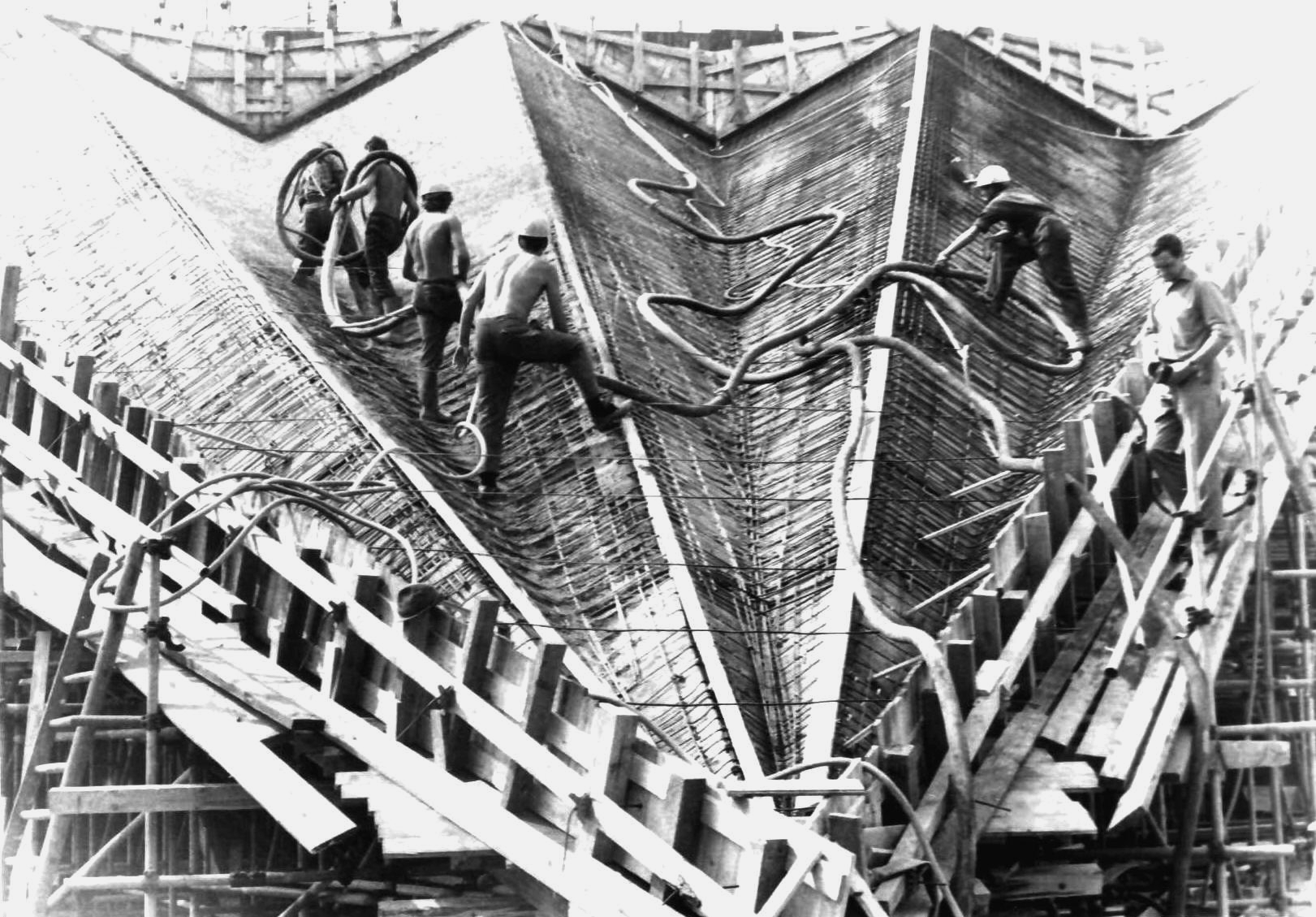
Torkretieren der Kragdächer (1969)

Eingangsgebäude und Flügelbauten sind als Stahlbeton-Skelettkonstruktion in Ortbetonbauweise ausgeführt. Neben den Wandscheiben werden die sechszügige Treppenanlage im Eingangspavillon und die Stützrampen der Flügelbauten zur Horizontalaussteifung genutzt. Die Decken sind als parallel orientierte Plattenbalkenkonstruktion (Spannweite 15 m) ausgebildet. Ein verziehbares Schalungssystem ermöglichte die effektive Herstellung der Decken. Das Zickzack-Faltwerk der Dachbereiche bildet mit den Auskragungen eine statisch-konstruktive Einheit. Die Faltung wird in den Auskragungen als Faltwerk-Kontinuum weitergeführt, wobei die Torsionsmomente an den Richtungsänderungen durch Querscheiben aufgenommen werden. Die räumliche Tragwirkung des Faltwerks ermöglichte es, die nur 7 bis 15 Zentimeter starken Stahlbetonfalten um 15 Meter nach oben und 21 Meter nach unten frei schwebend auskragen zu lassen. Für die Betonierung des Daches kam eine Spritzbetontechnologie (Torkret-Verfahren) zum Einsatz. Die Berechnung der Tragfähigkeit, der Schwingungsanfälligkeit und der Überhöhungskurve für den Schalungsbau erwiesen sich bei der statischen Berechnung der Kragdächer als besondere Herausforderungen.

## Umbauten nach der Wende

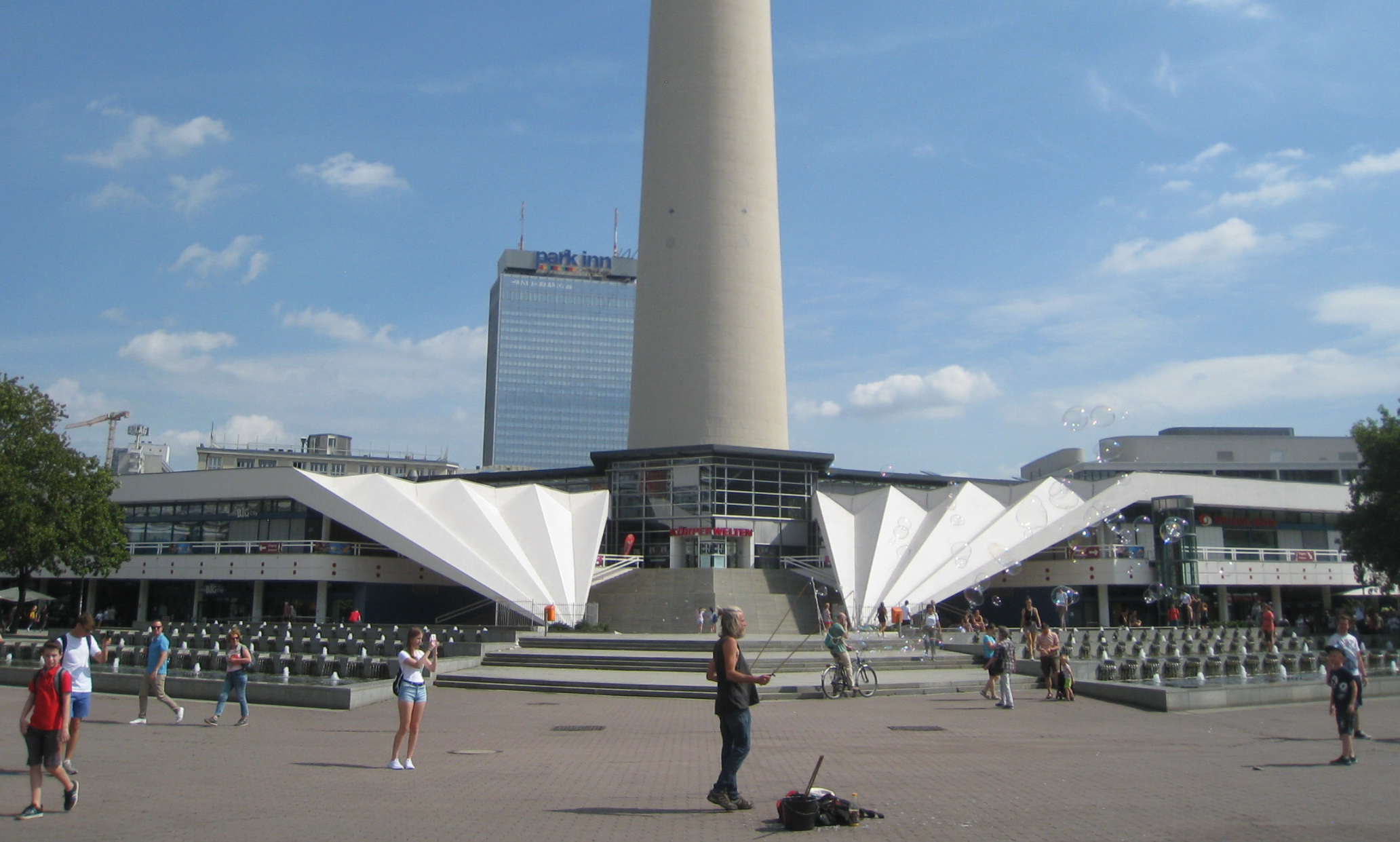
2001 hinzugefügtes Stahl-Glas-Gebäude auf der Freitreppe der Umbauung

Nach dem Ende der DDR wird die großräumige Gestaltung des Ost-Berliner Stadtzentrums und der Verlust der historischen Stadtstruktur des Marienviertels kritisiert. Das Planwerk Innenstadt aus dem Jahr 1996 sah es vor, die Umbauung und den Park am Fernsehturm durch eine dichte Bebauung zu ersetzen. 2001 wird entgegen der Proteste der Urheber und des Denkmalschutzes ein Stahl-Glasgebäude des Senders TV Berlin auf dem Podest der Freitreppe aufgesetzt. Nachdem die Arbeitsgemeinschaft historische Mitte Berlin 2014 den Abriss der Turmumbauung gefordert hatte, plädierten im Zuge einer 2015 durch die Berliner Senatsverwaltung für Stadtentwicklung und Umwelt durchgeführten Bürgerbefragung mehr als 70 % der Befragten für den Erhalt des Ensembles und der Freiflächen.